# Google Chart
 Google Chart   es una aplicación de Google para realizar estadísticas web, de fácil uso para desarrolladores de software web, usado en muchos campos como Google Analytics, se puede usar con diferentes formatos, Json, Javascript y plugins que se pueden integrar con varios lenguajes de programación.

## External Libraries
En lugar de crear la petición URL manualmente, hay muchas bibliotecas de código abierto disponibles para la mayoría de lenguajes de programación.
| Plattform | Name                     | Website                                                                            |
| --------- | ------------------------ | ---------------------------------------------------------------------------------- |
| Java      | Google Chart API wrapper | http://code.google.com/p/googlechartwrapper/                                       |
| Java      | charts4j                 | http://code.google.com/p/charts4j/                                                 |
| C#/.NET   | ngchart                  | http://code.google.com/p/ngchart/                                                  |
| Ruby      | gchart                   | https://web.archive.org/web/20100618222849/http://rubyforge.org/projects/gchart/   |
| Python    | google-chartwrapper      | http://code.google.com/p/google-chartwrapper/                                      |
| PHP       | gchartphp                | http://programacionconphp.com/crear-grafica-en-php-desde-un-csv-con-google-charts/ |